# 850 TCN
850 TCN là một năm trong lịch La Mã.